# Moscow Clad in Snow
Moscow Clad in Snow er en amerikansk stumfilm fra 1909 af Joseph-Louis Mundwiller.